# Verònica (llegenda urbana)
El fantasma del mirall és una llegenda urbana sobre un esperit que apareix en un mirall quan es pronuncia el seu nom un nombre determinat de vegades (normalment tres) davant del mirall. A l'Estat espanyol es coneix a l'esperit com a Verònica o Maria la paralítica i en el món anglosaxó com a Bloody Mary. La llegenda sol aparèixer vinculada a un joc o ritual endevinatori.

## Ritual
El ritual es presenta en diverses versions, implicant l'ús d'objectes quotidians, com ara un llibre (sovint la Bíblia) o unes tisores (en memòria de les que van causar la mort a Verònica). Verònica mata qui l'ha invocada, normalment amb una arma blanca que es trobi a prop (ganivets de cuina, navalles, tallaungles...), que surt disparada i es clava al cor o el coll de la víctima. El tema central del ritu solen ser consultes relacionades amb el primer amor o la mort.

## Llegenda
La versió més comuna de la llegenda explica que es tracta d'una noia morta durant la pubertat (sovint durant una sessió de ouija) i l'esperit de la qual ha quedat atrapat entre el món dels vius i dels morts. No obstant això, algunes versions la consideren filla de Satanàs.

## Bloody Mary
Als Estats Units hi ha una llegenda anàloga protagonitzada per Bloody Mary («Maria la Sagnant»). Una versió relata que Mary era una noia de quinze anys molt bella i vanitosa. El centre de la seva vanitat era la seva bonica cabellera, que totes les nits pentinava cent vegades. Un dia li van voler fer una broma i un home (no se sap qui) es va amagar a l'armari mentre ella es raspallava els cabells. Mentre estava distreta, l'home va sortir, li va tapar la boca amb un mocador i li va tallar tota la cabellera. Ella no va suportar veure's lletja i no va poder esperar que els cabells li creixessin de nou. Unes setmanes després, es va suïcidar. Es creu que perquè aparegui s'han encendre tres espelmes davant d'un mirall, pentinar-se els cabells cent vegades com ella ho feia cada nit i dir «Bloody Mary» tres vegades.